# Sayed Saeed
Sayed Dhiya Saeed (17 de julho de 1992) é um futebolista bareinita que atua como meio-campista. Atualmente defende o Al-Khaldiya.

## Carreira
Sayed Dhiya Saeed representou a Seleção Bareinita de Futebol na Copa da Ásia de 2015.